# Кушаков, Андрей Анатольевич
Андре́й Анато́льевич Кушако́в (20 мая 1952 — 8 марта 2012, Йоханнесбург) — российский дипломат. Чрезвычайный и полномочный посол (2011).

## Биография
Андрей Кушаков родился 20 мая 1952 года. В 1969 году окончил среднюю школу № 27 г. Орла. Отец — профессор филологии Орловского государственного педагогического института, неоднократно преподавал в Польше, Венгрии, ГДР. Мать — учительница в школе.
В 1974 году окончил Московский государственный институт международных отношений. Владел английским и йоруба языками.
С 1974 года работал в МИД.
В 1993—1997 годах — советник-посланник Посольства России в ЮАР.
В 1997—1998 годах — начальник отдела, заместитель директора Департамента — Исполнительного секретариата МИД России.
В 1998—1999 годах — заместитель директора Департамента — Секретариата министра иностранных дел Российской Федерации.
В 1999—2000 годах — заместитель директора Генерального секретариата (Департамента).
В 2000 году Кушаков был назначен чрезвычайным и полномочным послом Российской Федерации в ЮАР и Лесото по совместительству.
28 октября 2002 года Андрей Кушаков, как посол России в ЮАР вручил Нельсону Манделе, первому президенту демократической ЮАР, медаль и диплом лауреата Международной Ленинской премии «За укрепление мира между народами», присуждённой ему ещё в мае 1990 года.
В 2006 году был переведён на должность посла по особым поручениям МИД России.
В 2010—2012 годах — чрезвычайный и полномочный посол Российской Федерации в Республике Зимбабве и Республике Малави по совместительству
Скоропостижно скончался 8 марта 2012 года в Йоханнесбурге.

## Дипломатический ранг
- Чрезвычайный и полномочный посланник 2 класса (1 апреля 1994)[10].
- Чрезвычайный и полномочный посланник 1 класса (2 апреля 2003)[11].
- Чрезвычайный и полномочный посол (6 сентября 2011)[1].